# Athis-de-l'Orne
Athis-de-l'Orne és un municipi francès situat al departament de l'Orne i a la regió de Normandia. L'any 2007 tenia 2.602 habitants.

## Demografia

### Població
El 2007 la població de fet d'Athis-de-l'Orne era de 2.602 persones. Hi havia 1.019 famílies de les quals 265 eren unipersonals (87 homes vivint sols i 178 dones vivint soles), 357 parelles sense fills, 365 parelles amb fills i 32 famílies monoparentals amb fills.
La població ha evolucionat segons el següent gràfic:
Habitants censats

### Habitatges
El 2007 hi havia 1.139 habitatges, 1.035 eren l'habitatge principal de la família, 29 eren segones residències i 75 estaven desocupats. 1.061 eren cases i 75 eren apartaments. Dels 1.035 habitatges principals, 763 estaven ocupats pels seus propietaris, 253 estaven llogats i ocupats pels llogaters i 19 estaven cedits a títol gratuït; 6 tenien una cambra, 57 en tenien dues, 179 en tenien tres, 318 en tenien quatre i 474 en tenien cinc o més. 726 habitatges disposaven pel capbaix d'una plaça de pàrquing. A 446 habitatges hi havia un automòbil i a 498 n'hi havia dos o més.

### Piràmide de població
La piràmide de població per edats i sexe el 2009 era:
| Homes | Edats   | Dones |
| ----- | ------- | ----- |
| 0     | 95 o +  | 16    |
| 4     | 90 a 94 | 12    |
| 20    | 85 a 89 | 56    |
| 4     | 80 a 84 | 12    |
| 56    | 75 a 79 | 68    |
| 36    | 70 a 74 | 72    |
| 84    | 65 a 69 | 60    |
| 72    | 60 a 64 | 76    |
| 60    | 55 a 59 | 52    |
| 84    | 50 a 54 | 76    |
| 68    | 45 a 49 | 56    |
| 112   | 40 a 44 | 84    |
| 108   | 35 a 39 | 100   |
| 84    | 30 a 34 | 88    |
| 64    | 25 a 29 | 48    |
| 64    | 20 a 24 | 52    |
| 60    | 15 a 19 | 73    |
| 76    | 10 a 14 | 120   |
| 68    | 5 a 9   | 76    |
| 52    | 0 a 4   | 48    |

## Economia
El 2007 la població en edat de treballar era de 1.582 persones, 1.193 eren actives i 389 eren inactives. De les 1.193 persones actives 1.117 estaven ocupades (599 homes i 518 dones) i 78 estaven aturades (34 homes i 44 dones). De les 389 persones inactives 180 estaven jubilades, 124 estaven estudiant i 85 estaven classificades com a «altres inactius».

### Ingressos
El 2009 a Athis-de-l'Orne hi havia 1.041 unitats fiscals que integraven 2.605,5 persones, la mediana anual d'ingressos fiscals per persona era de 17.827 €.

### Activitats econòmiques
Dels 125 establiments que hi havia el 2007, 3 eren d'empreses extractives, 4 d'empreses alimentàries, 2 d'empreses de fabricació de material elèctric, 18 d'empreses de fabricació d'altres productes industrials, 21 d'empreses de construcció, 24 d'empreses de comerç i reparació d'automòbils, 2 d'empreses de transport, 6 d'empreses d'hostatgeria i restauració, 8 d'empreses financeres, 5 d'empreses immobiliàries, 12 d'empreses de serveis, 10 d'entitats de l'administració pública i 10 d'empreses classificades com a «altres activitats de serveis».
Dels 35 establiments de servei als particulars que hi havia el 2009, 1 era una gendarmeria, 1 oficina de correu, 5 oficines bancàries, 2 tallers de reparació d'automòbils i de material agrícola, 1 autoescola, 5 paletes, 1 guixaire pintor, 3 fusteries, 5 lampisteries, 1 electricista, 5 perruqueries, 3 restaurants, 1 agència immobiliària i 1 saló de bellesa.
Dels 9 establiments comercials que hi havia el 2009, 1 era un hipermercat, 1 una gran superfície de material de bricolatge, 2 fleques, 1 una fleca, 1 una peixateria, 2 drogueries i 1 una joieria.
L'any 2000 a Athis-de-l'Orne hi havia 66 explotacions agrícoles que ocupaven un total de 2.646 hectàrees.

## Equipaments sanitaris i escolars
El 2009 hi havia 1 farmàcia i 1 ambulància.
El 2009 hi havia 2 escoles elementals. Athis-de-l'Orne disposava d'un col·legi d'educació secundària amb 233 alumnes.

## Poblacions més properes
El següent diagrama mostra les poblacions més properes.